# Modesto Cendoya Busquets
Modesto Cendoya Busquets (Vera, 4 de noviembre de 1856-Granada, 26 de septiembre de 1938) fue un arquitecto español. Desarrolló gran parte de su carrera profesional en la provincia de Granada, interviniendo en varios proyectos. Llegó a ostentar los cargos de vocal de la Comisión Provincial de Monumentos, arquitecto municipal de Granada y director del complejo de la Alhambra.

## Biografía
Nació en la localidad navarra de Vera en 1856. Cursó estudios en la Facultad de Ciencias de la Universidad Central de Madrid, graduándose en 1885. Es mismo año se trasladó a Granada con el fin de trabajar en la reconstrucción de los pueblos afectados por el terremoto de Alhama. En 1888 obtuvo por oposición la plaza de arquitecto municipal de la capital granadina, cargo que detentaría hasta 1901. Cendoya también desarrolló su profesión en el sector privado, interviniendo en proyectos tales como la Azucarera de San Isidro, el Hotel Alhambra Palace o el castillo de Láchar.
En 1907 fue nombrado director de los palacios nazaríes, en sustitución de Mariano Contreras Granja. Bajo su iniciativa, se dio prioridad a las obras de restauración y reposición de arabescos, frente a un programa de conservación integral del conjunto. También se realizaron labores de excavación y saneamiento en el subsuelo, reponiendo las cañerías. Todo ello sería motivo de enfrentamientos con otras autoridades, al punto de que se instituyó la creación de un Patronato, en 1914, bajo el propósito de «conservar, consolidar y respetar» el conjunto monumental. Cendoya se mantuvo al frente de la Alhambra hasta su destitución en febrero de 1923, siendo sucedido por el arquitecto Leopoldo Torres Balbás. 
Falleció en Granada en septiembre de 1938.

## Obras
- Escritos: Relación de las obras en curso en la Alhambra (febrero 1914). Madrid: Imprenta Fortanet, 1914.